# Prudêncio Gomes da Silva
Prudêncio Gomes da Silva (Itabira, Minas Gerais, 3 de agosto de 1868, 19 de setembro de 1921) foi um prelado brasileiro da Igreja Católica e bispo da Diocese de Goiás.

## Vida
Prudêncio foi ordenado sacerdote em 24 de abril de 1892.
Em 6 de março de 1908, foi nomeado bispo da Diocese de Goiás, função que ocupou até a sua morte em 1921.
Recebeu sua consagração episcopal do arcebispo de Mariana, Silvério Gomes Pimenta, em 3 de maio de 1908.
Em 1918, Prudêncio Gomes da Silva publicou a carta pastoral “Sobre o protestantismo” com o objetivo principal de combater, utilizando informações históricas e teológicas, a presença protestante oriunda de missionários da região.
Criou o jornal diocesano O Lidador, onde publicou um artigo alertando contra as "fraudes" contidas nas bíblias protestantes.
Ele morreu em 19 de setembro de 1921, aos 53 anos.